# Mon père, ce rockeur
Mon père, ce rockeur (Rock the House) est un téléfilm américain diffusé le 18 juin 2011 sur Hallmark Channel et en France le 27 juillet 2012 sur M6.

## Synopsis
Max, père divorcé, essaie de se rapprocher de sa fille adolescente, Karen. Plus motivé que jamais à l'idée de réaliser ce qui lui tient à cœur, Max entreprend également de reformer le groupe de rock dans lequel il jouait étudiant. Il réalise alors que de sa brillante carrière d'avocat n'est pas la chose la plus importante de sa vie

## Fiche technique
- Titre original : Rock of the House
- Réalisation : Ernie Barbarash
- Scénario : Joe Woolf
- Photographie : Maximo Munzi
- Musique : P.J. Hanke
- Pays d'origine :  États-Unis
- Langue originale : anglais
- Durée : 84 minutes

## Distribution
- Jack Coleman (VF : Hervé Jolly) : Max Peterson
- Cassi Thomson : Karen Peterson
- Micah Alberti : Ryan
- Andy Milder (VF : Thierry Ragueneau) : Ronny
- Clare Carey (VF : Juliette Degenne) : Jesse
- Helen Slater (VF : Rafaèle Moutier) : Diane
- David Permenter (VF : Renaud Marx) : Pete
- Ned Vaughn (VF : Tristan Petitgirard) : Carver
- Jenna Stone : Chloe
- Jett Patrick : Colin
- Zane Huett : Tommy
- Dmitri Schuyler-Linch : Jaime
- William Allen Young : Blu
- Kielsen Baker : Nicole
- Bay Dariz : Tyler

 Source et légende : version française (VF) sur RS Doublage et selon le carton de doublage télévisuel.